# Cissus fuliginea
Cissus fuliginea är en vinväxtart som beskrevs av Carl Sigismund Kunth. Cissus fuliginea ingår i släktet Cissus och familjen vinväxter. Inga underarter finns listade i Catalogue of Life.